# اتانرسپت
اتانرسپت (به انگلیسی: Etanercept) دارویی ضد روماتیسم است که فاکتور نکروز دهنده بافتی آلفا را مهار می کند.
نام‌های تجاری: انبرل (Enbrel) و آلتبرل (Altebrel)
طبقه‌بندی فارماکولوژیک: ایمونومدولاتور، مهارکننده TNFα
اشکال دارویی: آمپول

## موارد مصرف
اتانرسپت با نام تجاری انبرل (Enbrel) یک گلیکوپروتنین است که به عنوان یک ایمونومودولاتور برای درمان بیماری‌های سیستم ایمنی مانند بیماریهای اتوایمیون بکار می‌رود. موارد مصرف این دارو شامل آرتریت روماتوئید، آرتریت روماتوئید نوجوانان، اسپوندیلیت آنکیلوزان، آرتریت پسوریاتیک و پسوریازیس جلدی شدید و سایر بیماری‌های ایمنی می‌باشد.

## تعریف
انبرل (Enbrel) نام تجاری اتانرسپت (Etanercept) و یک پروتئین ترکیبی دیمر است، که دارای قسمت خارج سلولی پذیرندهٔ TNFα انسانی ۷۵ کیلو دالتونی می‌باشد که به قسمت Fc از ایمونوگلوبولینIgG1 متصل شده‌است. انبرل توسط فناوری پروتئینی نوترکیب در سلول‌های تخمدان هامستر چینی (CHO) بیان و تولید می‌شود. این دارو با تکنولوژی دی ان ای نوترکیب در مقیاس تجاری و صنعتی توسط شرکت آریوژن فارمد به عنوان اولین تولیدکننده بیوسیمیلار (ترکیبات مشابه ترکیب اصلی) با نام تجاری آلتبرل (Altebrel) در سال ۲۰۱۳ در اختیار بیماران قرار گرفت.

## مکانیسم اثر
اتانرسپت مهارکننده عملکرد عامل نکروز تومور آلفا است. TNFα سایتوکاینی است که توسط منوسیتها و ماکروفاژها تولید می‌شود و موجب افزایش انتقال گلبول‌های سفید به محل التهاب می‌گردد. بدین ترتیب و با به کارگیری برخی مکانیزم‌های دیگر مولکولی، TNFα موجب افزایش التهاب می‌شود. اتانرسپت با مهار این مکانیزم موجب کاهش پاسخهای التهابی می‌گردد که مشخصاً در درمان بیماری‌های خودایمنی مؤثر می‌باشد.

## دسته بندی شیمیایی
آلتبرل از دسته گلیکوپروتئین‌ها و از جمله داروهای نوترکیب می‌باشد که به صورت بیوسیمیلار تولید شده‌است.

## ساختمان و خصوصیات مولکولی
این مولکول حاوی ۹۳۴ اسید آمینه با وزن مولکولی KDa 150 می‌باشد. آلتبرل یک پروتئین ترکیبی دایمر است، که دارای قسمت خارج سلولی پذیرندهٔ TNFα انسانی ۷۵ کیلو دالتونی می‌باشد که به قسمت Fc از ایمونوگلوبولینIgG1 متصل شده‌است. آلتبرل توسط فناوری پروتئینی نوترکیب در سلول‌های تخمدان هامستر چینی (CHO) بیان و تولید می‌شود. اتانرسپت به صورت یک TNFα Blocker عمل می‌کند.

## شکل دارویی و قدرت اثر (Potency)
این دارو به فرم محلول در دوزهای 50 mg و ۲۵ در سرنگ‌های از پیش پر شده و آماده تزریق عرضه می‌گردد.

## طریق مصرف
این دارو به صورت زیر جلدی تزریق می‌گردد.

## لینک‌ها
- آلتبرل
- Enbrel